# Tisková zpráva
Tisková zpráva je obsáhlejší textové sdělení určené médiím, které vydává obchodní společnost, politická strana, neziskovka či jiná organizace (případně i jednotlivec) v okamžiku, kdy potřebuje sdělit veřejnosti něco důležitého (události nebo fakta). Má, stejně jako novinová zpráva, strukturu obrácené pyramidy – nejdůležitější informace jsou v úvodním odstavci, další vysvětlující informace následují. To umožňuje redaktorovi krátit zprávu od konce, aniž by došlo k vypuštění klíčového sdělení. Obvyklý rozsah se pohybuje mezi jednou a dvěma stranami.
Stejně jako novinová zpráva i tisková zpráva odpovídá na základní otázky kdo, co, kdy, kde, jak a proč. Mezi její základní znaky patří jasnost, přesnost, věcnost, úplnost, spolehlivost, včasnost a jednota místa, času a děje. Tisková zpráva na rozdíl od novinářského zpravodajství může obsahovat i komentář.
Tisková zpráva patří mezi nástroje public relations (PR).

## Členění
Důležitý je nápaditý titulek zprávy a první odstavec zvaný perex – oba prvky shrnují ta nejdůležitější sdělení. Vlastní text zprávy obvykle předchází kromě titulku také domicil (označení místa, v němž došlo k napsání zprávy nebo jiné místní označení) a datum vydání 
Perex se označuje také jako „čelo“ zprávy. Jde o úvodní odstavec o rozsahu několika málo řádků, který přináší odpovědi na zpravodajské otázky. Zároveň je také tou důležitější částí, která by měla být nejstručnější verzí, jež je schopna samostatné existence.
Další informace v „trupu“ tiskové zprávy sdělují čtenáři věci již méně důležité. Tyto další odstavce mají, stejně jako u novinové zprávy, strukturu obrácené pyramidy, což umožňuje redaktorovi nebo editorovi krátit zprávu od konce, aniž by došlo k vypuštění či absenci klíčového sdělení. Obvyklý rozsah tiskové zprávy se pohybuje mezi jednou až dvěma stranami.
Na konci tiskové zprávy by neměl chybět tzv. background, informace o firmě (co dělá, kdy vznikla, jak je velká, jaký má obrat a/nebo podíl na trhu... novinář podle toho pozná, jak relevantní zdroj informace to je) a funkční kontakt na zástupce firmy (mluvčího, ředitele, mediálního zástupce z PR agentury), ideálně přímo mobilní telefon, rozhodně ne obecný mail typu info@doména.cz .
Tisková zpráva se řadí mezi hlavní nástroje dynamicky se rozvíjejícího oboru public relations a PR agentury tedy patří k jejich největším zpracovatelům.

## Význam tiskové zprávy
Bezplatné poskytování informací formou tiskových zpráv je nejúčinnější metodou ovlivňování mediálního zpravodajství. Zatímco v posledních letech redakce personálně spíše zeštíhlují, firemní tisková oddělení a agentury public relations rostou .
Vliv tiskových zpráv na obsah médií v osmdesátých letech v Německu zkoumala Barbara Baernsová: téměř dvě třetiny zpráv tiskových agentur, v novinách, rádiu a televizi pocházely z materiálů public relations. Navíc 85 % informací vydávaných zpravodajskými agenturami se vztahovalo jen (k tomuto) jednomu zdroji .
Tiskové zprávy a jiné aktivity media relations jsou nejpoužívanějšími nástroji public relations, potvrdilo to 90 % respondentů dotazníkového šetření mezi 211 firmami z žebříčků Czech Top 100 a Českých 100 nejlepších firem .